# Egas Moniz (o Aio)

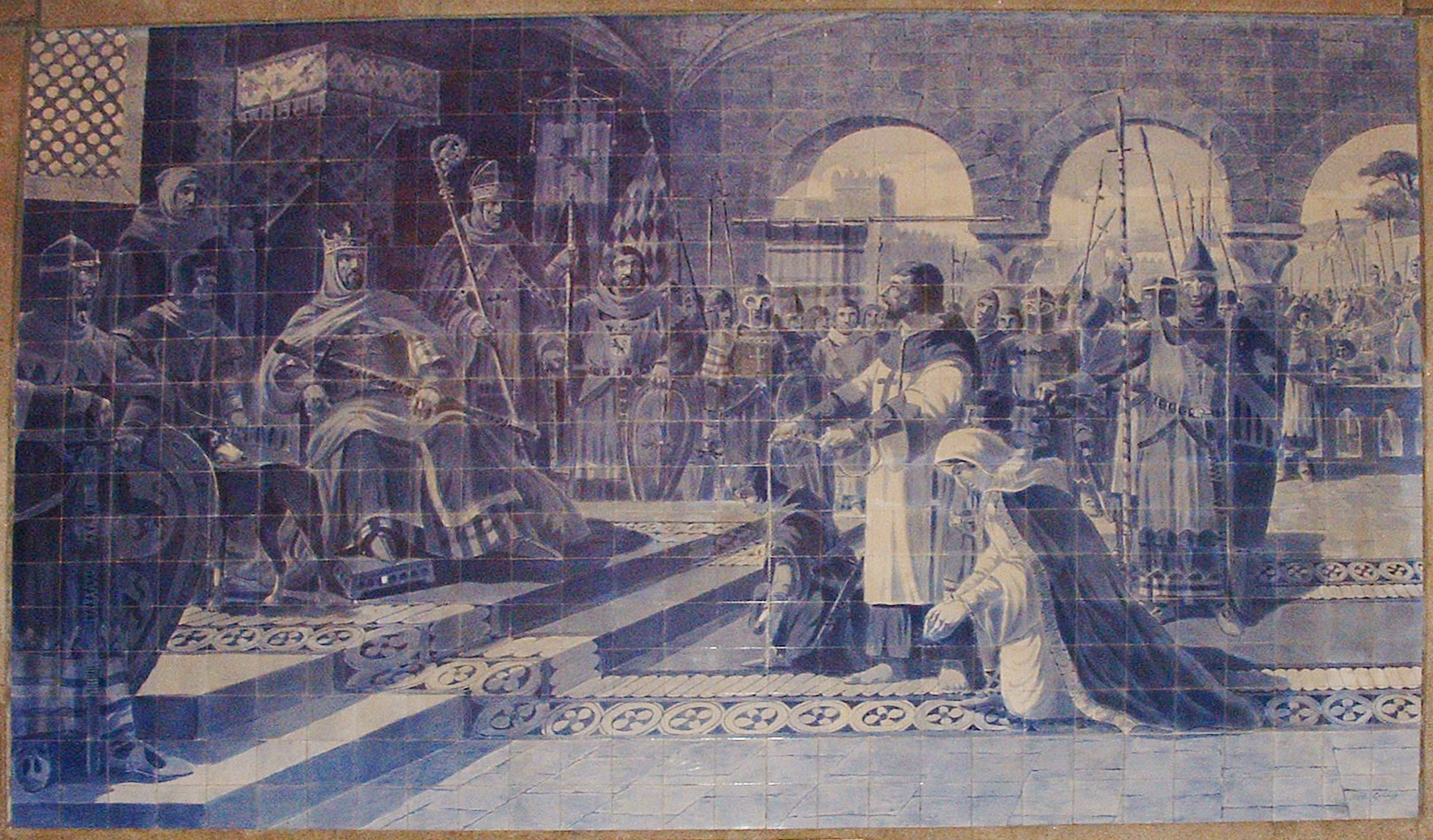
Egas Moniz stellt sich König Afonso VII von Kastilien und Léon vor – Azulejo im Bahnhof Porto São Bento in Porto.

Egas Moniz (* um 1080; † 1146; genannt o Aio (der Hauslehrer)), Herr von Ribadouro, entstammte einer der mächtigsten Adelsfamilien aus der Gegend zwischen den Flüssen Douro und Minho, die man portugiesisch als Entre Douro e Minho bezeichnet.
Sein Vater war Monio Hermígues, Herr von Riba Douro (* 1050), seine Mutter hieß Ouroana. Seine Familie gehörte neben den Familien der da Maia, de Sousa, de Baião, de Lanhoso, da Silva, Guedeão und der Herren (Senhores) von Bragança zu den mächtigsten Adelsfamilien der damaligen lehnsabhängigen Grafschaft Portucale, aus der das spätere Königreich Portugal werden sollte. Über seine Kindheit und sein Leben vor seiner Rolle als Erzieher und Ausbilder des zukünftigen Königs von Portugal, Afonso Henriques (Alfons I.), ist nur wenig bekannt. Neben Paio Mendes da Maia, dem  Erzbischof von Braga und dessen Amtsnachfolger João Peculiar, war Egas Moniz der wichtigste persönliche und militärische Berater des jungen Afonso Henriques auf dem Weg zur Gründung des Königreiches Portugal und der Unabhängigkeit vom Königreich Kastilien-León. Er unterstützte Afonso Henriques in der Schlacht von São Mamede und nahm zusammen mit seinem Bruder Mem Moniz an der berühmten Schlacht von Ourique gegen die Almoraviden unter Ali ibn Yusuf teil.
Aus seiner ersten Ehe mit Dórdia Pais de Azevedo stammen fünf Söhne:
- Lourenço Viegas (* um 1110; † um 1160), einer der Helden der portugiesischen Reconquista und 1129 erster Alferes-mor (Befehlshaber der königlichen Streitkräfte) des späteren Königs Alfons I. von Portugal
- Afonso Viegas
- Mem Viegas
- Rodrigo Viegas
- Hermígio Viegas

Aus seiner zweiten Ehe mit Teresa Afonso, der Tochter des Barons Afonso Nunes de Cela Nova folgende Kinder:
- Dórdia Viegas
- Soeiro Viegas
- Elvira Viegas
- Urraca Viegas

| Personendaten    | Personendaten           |
| ---------------- | ----------------------- |
| NAME             | Moniz, Egas             |
| ALTERNATIVNAMEN  | Moniz, Egas o aio       |
| KURZBESCHREIBUNG | portugiesischer Adliger |
| GEBURTSDATUM     | um 1080                 |
| STERBEDATUM      | 1146                    |